# Yamauchi Yasutoyo
Yamauchi Yasutoyo (山内 康豊?; 1549 – 1625) è stato un daimyō giapponese dei periodi Sengoku ed Edo, fratello di Yamauchi Kazutoyo.

## Biografia
Yasutoyo fu figlio minore di Yamauchi Moritoyo. Come il resto della famiglia servì inizialmente il clan Oda e Yasutoyo divenne servitore di Oda Nobutada. Dopo la morte della famiglia Oda nel 1582, seguì il fratello Kazutoyo col quale partecipò alla campagna di Sekigahara. Lo aiutò a sedare le rivolte della provincia di Tosa quando queste terre furono assegnate al fratello come premio e Yasutoyo fu ricompensato con un feudo di 20.000 koku a Nakamura-Tosa. Dopo la morte di Kazutoyo senza un erede, il figlio di Yasutoyo, Yamauchi Tadayoshi, divenne signore del feudo di Tosa.